# Renia testacealis
Renia testacealis là một loài bướm đêm trong họ Noctuidae.